# Branický zázrak
Branický zázrak je autorský muzikál režiséra, scenáristy i libretisty Jana Svěráka a písničkáře a textaře Tomáše Kluse; ten v kusu hraje hlavní úlohu. Jde o Svěrákovu divadelní prvotinu, vzniklou na jaře 2022. Mystický příběh z velkoměstské periferie vypráví o populárním písničkáři, krizi středního věku, pátrání po odcizeném bicyklu, magické noci, lidech bez domova a smyslu života. Muzikál představili 19. dubna 2022, předpremiéru odehráli 2. května 2022 na Letní scéně Voděrádky, premiéru pak 17. v Divadle Na Fidlovačce.

## Obsazení
- Krajíček: Tomáš Klus
- Elen: Veronika Khek Kubařová / Nikola Ďuricová / Michaela Zemánková
- Dívka: Nikola Ďuricová / Simona Tlustá / Eva Zítková
- Policistka: Radka Pavlovčinová / Michaela Zemánková
- Policista: Šimon Bilina / Radim Flender
- Paní z úřadu: Michaela Zemánková / Lucia Jagerčíková Nývltová / Markéta Zehrerová
- Ruda: Martin Dejdar / Šimon Bilina
- Technickej: Martin Schreiner / Josef Fečo / Lukáš Pečenka
- Živej: Rudolf Kubík / Lukáš Pečenka
- Profesor: Dušan Kollár / Bronislav Kotiš
- Syn: Filip Antonio / Mikuláš Matoušek / Kryštof Švehlík

## Další tvůrci
- Choreografie: Tomáš Rychetský a Denisa Musilová
- Scéna: Nikola Tempír
- Kostýmy: Katarína Hollá
- Hudební aranže: Jan Lstibůrek
- Zvukový mistr: Jiří Topol
- Hraje: kapela Tomáše Kluse a hosté
- Asistent režie: Pavel Šimák
- Produkce: Biograf Jan Svěrák

| „            | Vždycky jsem muzikál obdivoval. Používá pohyb a muziku, aby vyjádřil myšlenku, kterou slovy těžko vyjádříte. | “ |
| — Jan Svěrák | |   |

| „            | Strašně rád experimentuju s formou. Hudba je pro mě jen jedna a žánry si tak různě půjčuju. Muzikál mi otevřel možnost použít nejrůznější žánry, od rapu přes country, folku po čistý pop i rockovou operu. | “ |
| — Tomáš Klus | |   |

## Recenze
- Radmila Hrdinová, Právo  70 %[5]
- Tomáš Šťástka, MF DNES  50 %[6]